# Andoni Gorriarán Laza
Andoni Gorriarán Laza (Muskiz, 5 de novembre de 1961) és un exfutbolista basc, que jugava com a Defensa.

## Carrera esportiva
Va debutar en primera divisió amb el Reial Oviedo, en la campanya 88/89. Amb els asturians, va romandre set temporades en la màxima categoria, on jugaria 198 partits i marcaria 4 gols, sent peça clau en l'Oviedo del canvi de dècada.
Posteriorment, va militar en el Deportivo Alavés a la campanya 95/96 en Segona Divisió.